# Ivo Vajgl
Ivo Vajgl (ur. 3 marca 1943 w Mariborze) – słoweński polityk, były minister spraw zagranicznych, deputowany do Parlamentu Europejskiego VII i VIII kadencji.

## Życiorys
Ukończył studia z zakresu biotechnologii na Uniwersytecie Lublańskim. Pracował jako dziennikarz, w 1984 został konsulem Jugosławii w Cleveland. W 2004 przez około pół roku sprawował urząd ministra spraw zagranicznych w gabinecie Antona Ropa. Następnie do 2007 pełnił funkcję doradcy prezydenta Janeza Drnovška. Od 2008 był posłem i przewodniczącym komisji spraw zagranicznych w słoweńskim Zgromadzeniu Narodowym.
Od 1990 należał do Liberalnej Demokracji, kandydował w 2005 na stanowisko przewodniczącego tego ugrupowania, przegrywając z Jelkiem Kacinem. W 2007 odszedł z LDS, przystępując do nowego ugrupowania pod nazwą Zares. W wyborach w 2009 z listy tej partii uzyskał mandat posła do Parlamentu Europejskiego. W PE został członkiem grupy liberalnej, a także Komisji Rozwoju. W 2014 z powodzeniem ubiegał się o reelekcję, startując z ramienia Demokratycznej Partii Emerytów Słowenii.